# Джейхун (Фарапский этрап)
Джейхун (туркм. Jeýhun) — посёлок городского типа в Фарапском этрапе Лебапского велаята, Туркменистан. Посёлок расположен на правом берегу реки Амударьи в 7 км от железнодорожной станции Чарджев I (узел линий на Дашогуз, Керкичи, Мары и Бухару).
Статус посёлка городского типа с 1939 года. До 1991 года носил название Фараб-Пристань.

## Население
| 1959 | 1970 | 1979 | 1989 |
| ---- | ---- | ---- | ---- |
| 3744 | 2249 | 5246 | 6595 |